# Bolitophila melanoleuci
Bolitophila melanoleuci är en tvåvingeart som beskrevs av Polevoi 1996. Bolitophila melanoleuci ingår i släktet Bolitophila och familjen smalbensmyggor. Arten är reproducerande i Sverige. Inga underarter finns listade i Catalogue of Life.